# Brunoniella australis
Brunoniella australis là một loài thực vật có hoa trong họ Ô rô. Loài này được (Cav.) Bremek. mô tả khoa học đầu tiên năm 1964.